# Giovanni Bernardino Azzolino

San Paolino che libera lo schiavo (1626-30), Pio Monte della Misericordia

Giovanni Bernardino Azzolino (o Azzolini), noto anche con il nome di Bernardino il Siciliano (Cefalù, 1572 – Napoli, 12 dicembre 1645), è stato un pittore italiano.

## Biografia

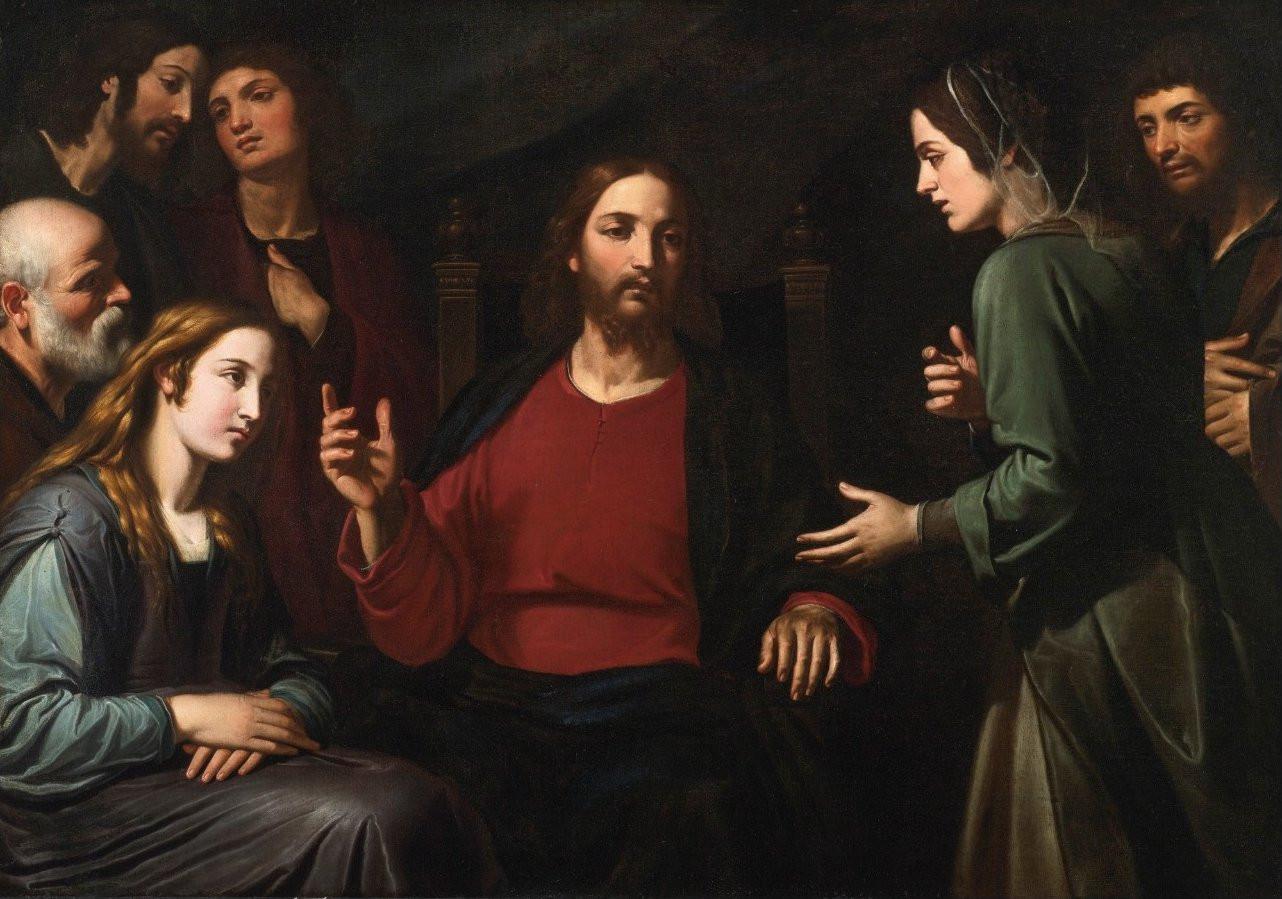
Cristo nella casa di Maria e Marta

Nato a Cefalù, in Sicilia, si trasferì a 22 anni a Napoli insieme al suo amico Luigi Rodriguez, anch'egli pittore. Pochi anni dopo il suo arrivo in città prende in sposa la nobile palermitana Antonia d'India e diviene amico di un celebre maestro dell'epoca, Fabrizio Santafede, grazie al quale ottiene i primi importanti lavori della sua carriera.
La pittura di Azzolino era caratterizzata da uno stile molto ispirato al classico, caratteristiche già sorpassate dalle correnti dell'epoca, ma comunque ancora molto apprezzate dai suoi committenti. Lo dimostra il fatto che nel 1609 il poeta e scrittore Giovan Battista Basile scrisse in suo onore una Oda in lode.
La maggior parte dei capolavori dell'Azzolino si trova a Napoli, dove ha realizzato opere pittoriche per: il Gesù Nuovo, il Pio Monte della Misericordia (per la quale eseguì il San Paolino che libera lo schiavo), la Basilica di Santa Maria della Sanità, l'Eremo dei Camaldoli, la Chiesa dei Girolamini, la Chiesa di San Pietro Martire (Napoli), Santa Maria in Portico eccetera.
Ha però operato anche in altre regioni, come ad esempio a Genova, dove era molto apprezzato dai Doria. Anche in Calabria si registrano suoi lasciti, come ad esempio la tela della Madonna del Carmine col Bambino e i SS. Nicola di Bari e Carlo Borromeo alle spalle dell'altare maggiore della chiesa di San Nicola in Plateis a Scalea. In Puglia, a Manduria (TA), nella Chiesa di San Francesco, é conservata la tela della Madonna con Bambino e Santi, sul dipinto è riportata l'iscrizione "HOC OPUS FIERI FECERUNT: LUCAS ANTONIUS E JOANNES VINCENTIUS/ LAURENTIS - F. JO BERNARDINUS AZZOLINUS ANNO 1621". 
Risale al 1635 l'ancona lignea conservata nella chiesa dei Cappuccini di Cetraro, in mezzo alla quale si trova una grande tela della Madonna col Bambino. Di lato invece nei due scomparti Azzolino dipinse San Sebastiano (sinistra) e San Francesco d'Assisi (destra); negli scomparti laterali minori infine, a sinistra S. Benedetto Abate, a destra S. Antonio da Padova col Bambino.

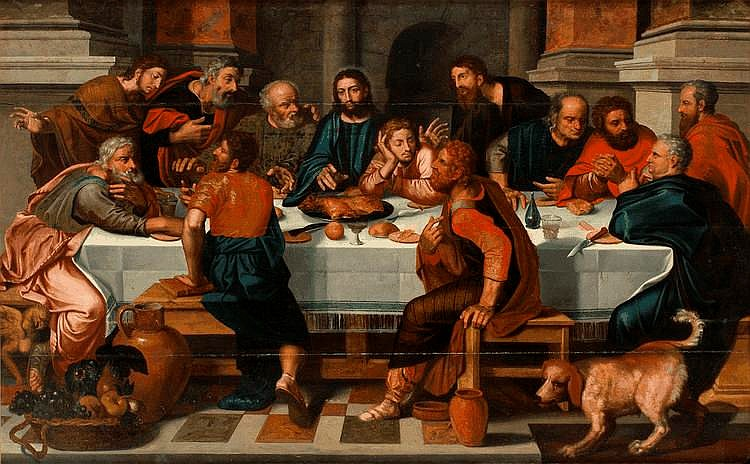
L'ultima cena

Un'altra opera calabrese dell'Azzolino è un polittico in otto parti conservato nella Chiesa dei Cappuccini di Paola, che presenta al centro una tela dedicata alla Madonna Immacolata. Questo polittico in realtà è di dubbia attribuzione, tanto che nel corso degli anni la critica ne ha dato la paternità a Girolamo Imparato, a Fabrizio Santafede e anche ad una presunta bottega dell'Azzolino, fino ad arrivare all'interpretazione attuale.
Il suo dipinto Madonna col Bambino e le SS. Cecilia e Caterina d'Alessandria è conservato a Taverna nella Chiesa di Santa Maria Maggiore, mentre a Vibo Valentia, nel Duomo di San Leoluca, si trova una tavola di Santa Caterina da Siena.
Secondo la tradizione locale quest'ultimo dipinto sarebbe opera di Marco Pino da Siena, ma la critica artistica è decisamente di tutt'altro avviso.